# Legrand
A Legrand a limousini Limoges-ben alapított francia ipari csoport, amely a világ egyik legnagyobb elektromos berendezéseket gyártó vállalata.
A Legrand tovább növekedett a világszerte több mint 140 felvásárlásnak köszönhetően, 2011-ben a Legrand volt a világelső az aljzatokban és a kapcsolókban az elektromos berendezések piacán.
1993-tól Magyarországon, Szentesen működik a Legrand Csoport tagjaként a Legrand Zrt.

## Kapcsolódó szócikk
- Kontakta Alkatrészgyár